# اولیور اسپرینگز (تنسی)
اولیور اسپرینگز(به انگلیسی: Oliver Springs) شهری در ایالت تنسی کشور ایالات متحده آمریکا است که جمعیت آن در سرشماری سال ۲۰۱۰ میلادی، ۳٬۲۳۱ نفر بوده‌است.